# Ocós (kommunhuvudort i Guatemala)
Ocós är en kommunhuvudort i Guatemala.   Den ligger i departementet Departamento de San Marcos, i den sydvästra delen av landet, 180 km väster om huvudstaden Guatemala City. Ocós ligger 7 meter över havet och antalet invånare är 9 463.
Terrängen runt Ocós är mycket platt. Havet är nära Ocós åt sydväst.  Närmaste större samhälle är Ayutla, 19,1 km norr om Ocós. 